# Skunk Works

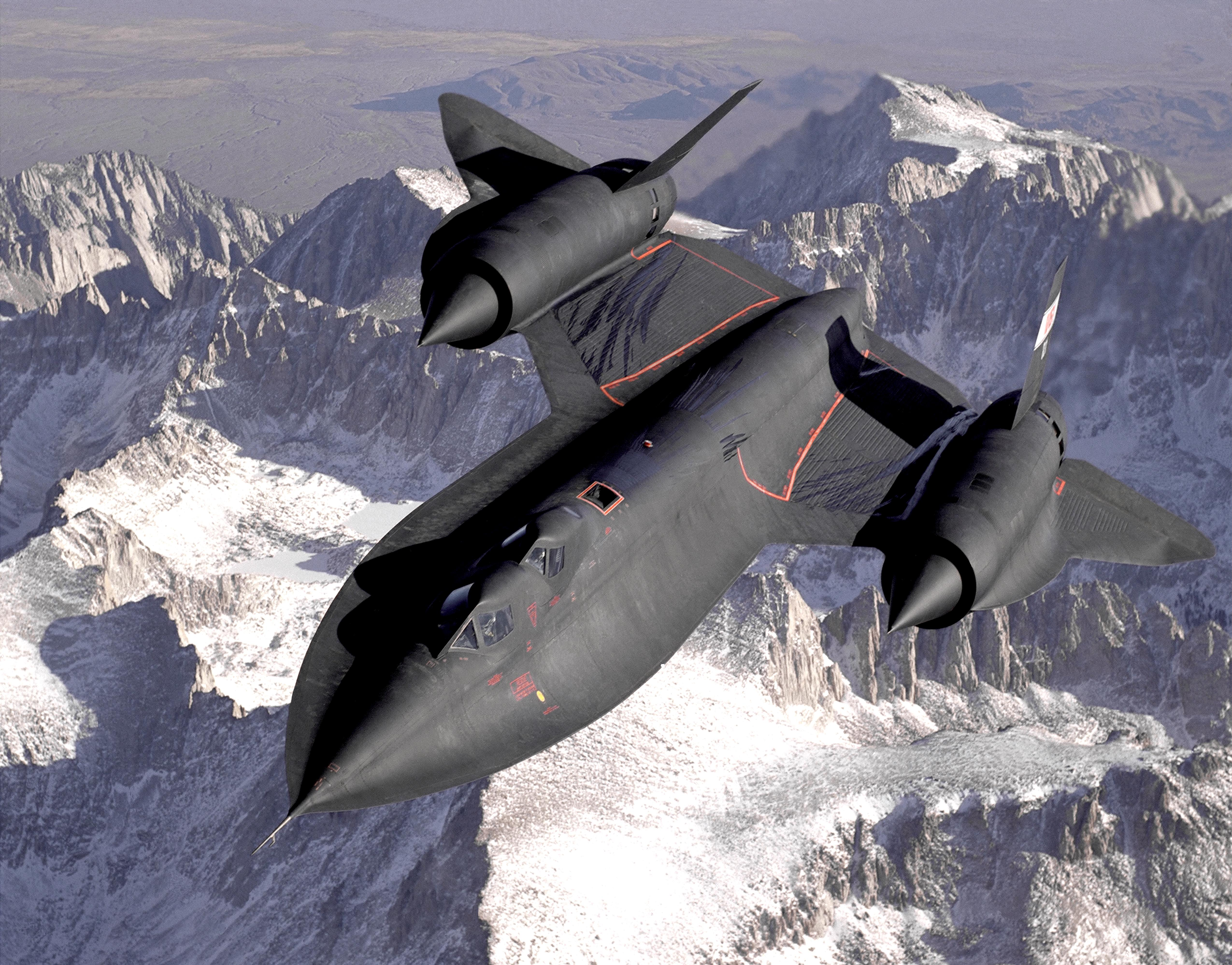
De Lockheed SR-71

Skunk works is een term die in de industrie en technologietoepassingen wordt gebruikt om geheime ('zwarte') projecten aan te duiden. Het begrip is vooral bekend als de officieuze naam van de ontwikkelingsafdeling van de vliegtuigbouwer Lockheed Martin.

## Gebruik door Lockheed
Officieel heet de afdeling Lockheed Advanced Development Projects Unit. Deze is verantwoordelijk voor een aantal tot de verbeelding sprekende vliegtuigen, zoals de U-2, de SR-71 en de F-117. Het nieuwste project waar in alle openheid aan gewerkt wordt is de Joint Strike Fighter, die door vele luchtmachten ter wereld gebruikt wordt.
De geschiedenis van Skunk Works begon aan het einde van de Tweede Wereldoorlog, toen de geheime projecten van Skunk Works werden gevestigd op het vliegveld van Burbank (Californië). De legendarische Kelly Johnson en zijn team ontwikkelden de P-80 Shooting Star in een circustent die op de parkeerplaats van het vliegveld stond (omdat er geen veilig gebied was) in slechts 143 dagen. Dit was het eerste straalvliegtuig van de Amerikaanse luchtmacht. Kelly Johnson leidde Skunk Works tot 1975, toen Ben Rich de leiding over nam.
Na de Koude Oorlog in 1989, reorganiseerde Lockheed zijn activiteiten en verplaatste het Skunk Works naar Site 10 van Plant 42 in Palmdale (Californië) waar de afdeling nu nog gevestigd is.
Skunk Works maakte gebruik van Groom Dry Lake Air Force Base in de woestijn van Nevada voor testvluchten met hun geheime projecten.

## Vliegtuigen ontwikkeld door Skunk Works
- P-80 Shooting Star
- Lockheed U-2
- Lockheed YO-3A
- SR-71 Blackbird
- Lockheed Martin F-117 Nighthawk
- F-22 Raptor
- Joint Strike Fighter (F-35 Lightning II)
- Lockheed X-27